# 瑟特尼基 (博霍杜希夫區)
50°5′57″N 35°6′0″E / 50.09917°N 35.10000°E
瑟特尼基（烏克蘭語：Ситники）是位於烏克蘭東部的村莊，由哈爾科夫州博霍杜希夫區的克拉斯諾庫特斯克市鎮負責管轄。該村始建於1775年，面積1.02平方公里，海拔高度161米，2001年人口38，人口密度每平方公里37.4人。